# Terminale littéraire
Pour des articles plus généraux, voir Baccalauréat littéraire et Classe de terminale française.
En France, la classe de terminale littéraire (ou terminale L) est de 1996 à 2020 la troisième et dernière année du lycée, lorsque l'élève choisit le baccalauréat littéraire. C'est une filière particulièrement spécialisée dans les matières littéraires et les langues, mais surtout orientée vers la philosophie dans cette dernière année de lycée, avec huit heures par semaine au programme. Différentes spécialités sont au choix, orientant l'élève vers des connaissances artistiques, linguistiques ou juridiques par exemple.

La terminale littéraire dans les études secondaires en France.

C'est une des trois anciennes séries de la classe de terminale générale, avec la terminale économique et sociale et la terminale scientifique. En 2020, les séries générales sont supprimées du fait de la réforme du baccalauréat général et technologique et réforme du lycée.

## Matières enseignées (2012-2013)
Avec la réforme du lycée, qui s'applique à la rentrée 2012 pour la classe de terminale, la grille horaire se présente de la manière suivante :

### Enseignements communs aux trois séries générales
| Enseignement                   | Horaire hebdomadaire de l’élève |
| ------------------------------ | ------------------------------- |
| Langues vivantes 1 et 2        | 4                               |
| Éducation physique et sportive | 2                               |
| Enseignement moral et civique  | 0,5                             |
| Accompagnement personnalisé    | 2                               |
| Vie de classe                  | 1                               |

### Enseignements spécifiques à la série L
| Enseignement | Horaire hebdomadaire de l’élève |
| --- | ------------------------------- |
| Littérature | 2                               |
| Littérature étrangère en langue étrangère | 1,5                             |
| Histoire-géographie | 4                               |
| Philosophie | 8                               |
| un enseignement de spécialité au choix parmi : - Arts - Arts du cirque - Langues et cultures de l’Antiquité (latin ou grec) - LV3 - LV1 ou LV2 approfondies - Mathématiques - Droit et grands enjeux du monde contemporain - Théâtre | - 5 - 8 - 3 - 3 - 3 - 4 - 3 - 6 |

### Enseignement facultatif
Les élèves peuvent choisir l’atelier artistique de 72 heures annuelles ou une ou deux options facultatives supplémentaires parmi :
- Langue vivante
- Langues et cultures de l’Antiquité (latin ou grec)
- Éducation physique et sportive
- Arts
- Théâtre
- Hippologie et équitation
- Pratiques sociales et culturelles
- Pratiques professionnelles

## Matières enseignées (1996-2012)
Les grilles horaires pour l’année 2009-2010 (avant la réforme du lycée) sont les suivantes :

### Enseignements obligatoires
Le programme est composé d’un tronc commun comportant les matières suivantes :
| Enseignement                            | Horaire hebdomadaire de l’élève |
| --------------------------------------- | ------------------------------- |
| Philosophie                             | 8                               |
| Littérature                             | 4                               |
| Histoire-géographie                     | 4                               |
| Langue vivante 1                        | 2 + (1)                         |
| Langue vivante 2,                       | 1 + (1)                         |
| ou Latin                                | 3                               |
| Éducation physique et sportive          | 2                               |
| Éducation civique, juridique et sociale | (0,5)                           |

### Enseignement de spécialité
L’élève doit choisir un enseignement parmi :
| Enseignement      | Horaire hebdomadaire de l’élève   |
| ----------------- | --------------------------------- |
| Latin             | 3                                 |
| Grec              | 3                                 |
| Langue vivante 1  | 2                                 |
| Langue vivante 2  | 3                                 |
| Langue vivante 2, | 1 + (1)                           |
| Langue vivante 3, | 3                                 |
| Mathématiques     | 3                                 |
| Arts              | 4 + (1) 8 pour les arts du cirque |

À ces matières s’ajoutent, théoriquement :
- 10 heures annuelles de vie de classe (heures pour le professeur principal) ;
- 2 heures d'accompagnement personnalisé.
- 72 heures annuelles d’atelier d'expression artistique[N 9].

### Option facultative
Les élèves peuvent choisir en plus une ou deux options facultatives supplémentaires parmi :
| Enseignement                   | Horaire hebdomadaire de l’élève |
| ------------------------------ | ------------------------------- |
| Latin                          | 3                               |
| Grec                           | 3                               |
| Langue vivante 3,              | 3                               |
| Éducation physique et sportive | 3                               |
| Arts                           | 3                               |